# نبرد یوریمدون (۱۹۰ پیش از میلاد)

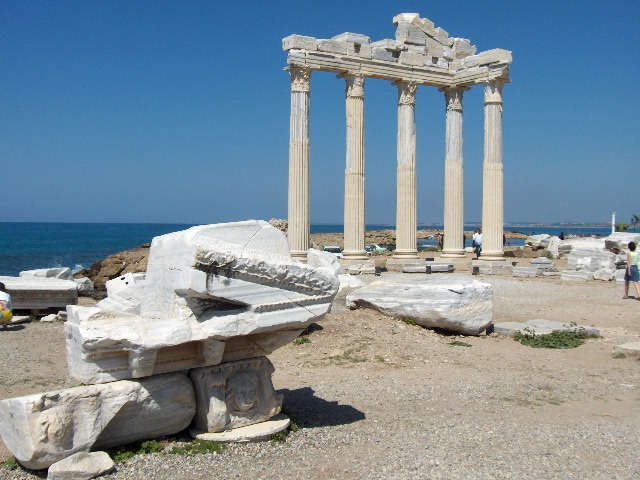
محل نبرد یوریمدون (۱۹۰ پیش از میلاد)

نبرد یوریمدون در سال ۱۹۰ پیش از میلاد نبردی میان ناوگان سلوکی و ناوگان دولت شهر رودس از (متحدان جمهوری روم) بود. ناوگان رودس توسط دریاسالار رومی لوسیوس آئمیلیوس رجیلوس هدایت می‌شد. جناح راست ناوگان امپراتوری سلوکی توسط آپولونیوس هدایت می‌شد. جناح چپ ناوگان به فرماندهی ژنرال معروف کارتاژی، هانیبال، که در حوادث پس از نبرد زاما به تبعید رفته بود، فرماندهی می‌شد.
ناوگان برای کمک به دریاسالار پلیزنوس، که در بندر افسس محاصره شده بود، اعزام شد. هنگامی که جناح راست سلوکی توسط رودسی‌ها مغلوب شد و هانیبال فرار کرد. پس از این نبرد، پلیزنوس هنوز هم در نبرد میونسوس شکست خورد.